# Büyükakseki, Yapraklı
Büyükakseki là một xã thuộc huyện Yapraklı, tỉnh Çankırı, Thổ Nhĩ Kỳ. Dân số thời điểm năm 2010 là 134 người.